# Movimiento Popular Colorado
El Movimiento Popular Colorado, más conocido por su acrónimo MOPOCO, fue un movimiento político interno del Partido Colorado de Paraguay que defendía la democracia y la justicia social, fundado en 1959, luego expulsado del partido. Luchó contra la dictadura de Alfredo Stroessner.

## Historia
El Movimiento Popular Colorado (MOPOCO) tiene sus raíces en el año 1959, cuando un grupo de jóvenes colorados, en pleno contexto de la dictadura de Alfredo Stroessner, lograron obtener la presidencia del Comité Central de la Juventud Colorada mediante propuestas de corte reivindicatorio. Entre sus principales demandas se encontraban la restauración de la democracia, la libertad partidaria, el respeto a la soberanía popular, y la valorización ética de la política.
El 12 de marzo de ese mismo año, los integrantes del movimiento publicaron la «Nota de los 17», en la cual solicitaban a la Junta de Gobierno del Partido Colorado adoptar medidas como el levantamiento del estado de sitio y la plena vigencia de todas las libertades fundamentales. A raíz de esta publicación, el MOPOCO fue expulsado del Partido Colorado, y sus principales dirigentes sufrieron persecuciones que incluyeron arrestos, torturas, asesinatos, desapariciones forzadas y exilio.
En virtud de esta expulsión, los principales líderes del MOPOCO se vieron forzados a abandonar el país. Fue en la ciudad de Resistencia, Argentina, en marzo de 1960, donde celebraron su primer congreso, presidido por José Zacarías Arza. Durante este congreso, el MOPOCO se alineó con la corriente de Epifanio Méndez Fleitas, otro exiliado colorado. No obstante, en 1973, las dos facciones se distanciaron cuando Méndez Fleitas fundó la Asociación Nacional Republicana en el Exilio y la Resistencia (ANRER).
En 1962, durante la convención del Partido Colorado, algunos militantes del MOPOCO intentaron reinsertarse en el seno del partido, con la intención de que se levantara la sanción impuesta sobre ellos. Sin embargo, esta fue la última participación del MOPOCO en los espacios internos del partido.
Durante su exilio, el MOPOCO se mantuvo activo a través de la participación en seminarios, debates y la publicación de su periódico Patria Libre, mediante el cual denunciaba fuertemente la dictadura stronista.
En 1979, el MOPOCO, junto con el Partido Revolucionario Febrerista, el Partido Demócrata Cristiano y el Partido Liberal Radical Auténtico, formó la coalición opositora denominada Acuerdo Nacional, cuyo principal objetivo era derrocar la dictadura de Stroessner y restaurar la democracia en Paraguay.
A partir de ese momento, el MOPOCO emprendió una campaña denominada «Operativo Retorno», que tenía como fin facilitar el regreso de los exiliados al país para continuar la lucha contra la dictadura. En 1983, el presidente del movimiento, Miguel Ángel González Casabianca, ingresó nuevamente al país a través de Encarnación, lo que marcó el comienzo de una nueva fase en la que más militantes exiliados regresaron a Paraguay para fortalecer la resistencia contra el régimen.
En 1987, una facción interna del MOPOCO creó el Movimiento Popular Colorado Nacional Auténtico (MOPOCONA). A pesar de esta escisión, los movimientos colorados fuera del aparato partidario, como el MOPOCO, MOPOCONA, la ANRER y el Movimiento Ético, conformaron el frente denominado Comisión Central del Partido Colorado, con el objetivo de protestar contra la dirección autoritaria del Partido Colorado.
Tras el golpe de Estado del 2 y 3 de febrero de 1989, que resultó en la caída de Stroessner, el MOPOCO decidió reincorporarse a las filas del Partido Colorado, considerando que su lucha por el retorno de la democracia en Paraguay había concluido. Algunos de sus miembros fueron designados como asesores del gobierno de Andrés Rodríguez Pedotti.

## Miembros destacados
- Waldino Ramón Lovera
- Agustín Goiburú
- Silvestre Gómez Rolón
- Sandino Gil Oporto
- Cnel. Enrique Jimenez
- Alejandro Stumpfs Mendoza
- Enrique Riera Figueredo
- Miguel Ángel González Casabianca
- Anibal Abbate Soley
- Antonio Gonzalez Prieto
- José María Olmedo Montania
- Eduardo San Martín
- José Ángel Orihuela
- José Zacarías Arza
- Ángel Florentín Peña
- Tte.Cnel. Nelson Rolon
- Luis Oscar Boettner
- Mario Mallorquín
- Faustino Centurion
- Cap. Valiente Gómez
- Heriberto Florentín Peña
- Bernardino Cano Yegros
- Bernardino Cano Radil
- Juan Carlos Galaverna
- Gladys Meilinger de Sannemann